# Loara
Loara (fr. Loire, łac. Liger) – najdłuższa rzeka Francji. Jej długość wynosi 1020 km, a powierzchnia dorzecza 120,5 tys. km². Źródła Loary bierze na stokach Gerbier-de-Jonc we wschodniej części Masywu Centralnego, a uchodzi do Zatoki Biskajskiej (Ocean Atlantycki) w postaci estuarium.
Dla statków morskich Loara jest dostępna do Nantes. Rzeka posiada połączenia z Sekwaną i Saoną za pomocą kanałów. Cechują ją duże wahania stanu wód. W dolinie środkowej Loary obecny zespół gotycko-renesansowych zamków, między innymi w Angers, Chambord, Blois, Chaumont, Montsoreau, Amboise, Chenonceaux i Azay-le-Rideau.
Główne dopływy:
- prawostronne
  - Maine
- lewostronne
  - Allier
  - Cher
  - Indre
  - Vienne

Ważne miasta nad Loarą: Roanne, Nevers, Orlean, Tours, Nantes, Saint-Nazaire.